# Armoured Vehicle Royal Engineers
Armoured Vehicle Royal Engineers (AVRE) o anche  Assault Vehicle Royal Engineers è la denominazione di una serie di veicoli militari per usi speciali utilizzati dai Royal Engineers (RE) per fornire protezione ai genieri nelle operazioni in prima linea.
Questi veicoli costituiscono quindi una piattaforma mobile protetta per una varietà di compiti, trasportando materiali, montando armi da demolizione di grosso calibro, sistemi da sminamento, sistemi per il superamento di ostacoli e la stesura di strade e passerelle.

## Storia
Le perdite estremamente alte tra i genieri erano state una delle ragioni principali del fallimento del raid su Dieppe nell'agosto 1942. Durante l'assalto, i genieri avevano il compito di far arrivare i carri armati sulla spiaggia, distruggendo gli ostacoli e realizzando rampe, operando esposti al fuoco nemico e diventando i bersagli preferiti dei difensori. Quelli che riuscirono ad arrivare ai varchi dove avrebbero dovuto costruire le rampe avevano ormai perso tutto il loro equipaggiamento sui mezzi da sbarco affondati. Con i carri inchiodati sulle spiagge, il raid entrò in stallo e fallì.
In seguito al fallimento del raid, un ufficiale dei Royal Canadian Engineer aggregato al Dipartimento di Progettazione dei carri, il Lt J.J. Denovan, propose un veicolo per proteggere i genieri durante gli assalti. Lo sviluppo iniziò sulla base delle esperienze di Dieppe, basandosi sui carri Mk IV Churchill, M4 Sherman e Ram. I portelli laterali erano una componente fondamentale per i nuovi veicoli, consentendo ai genieri di uscire dai mezzi sotto protezione e di ritirarsi all'interno durante la detonazione delle cariche. Nell'ottobre 1942 venne ordinato un prototipo basato sul carro Churchill, dimostratosi ideale per i grandi spazi interni e la presenza di portelli laterali. La riserva di munizioni, il cestello della torretta e il sedile del secondo pilota vennero rimossi per creare una stiva di 1 metro cubo per attrezzature e cariche da demolizione.

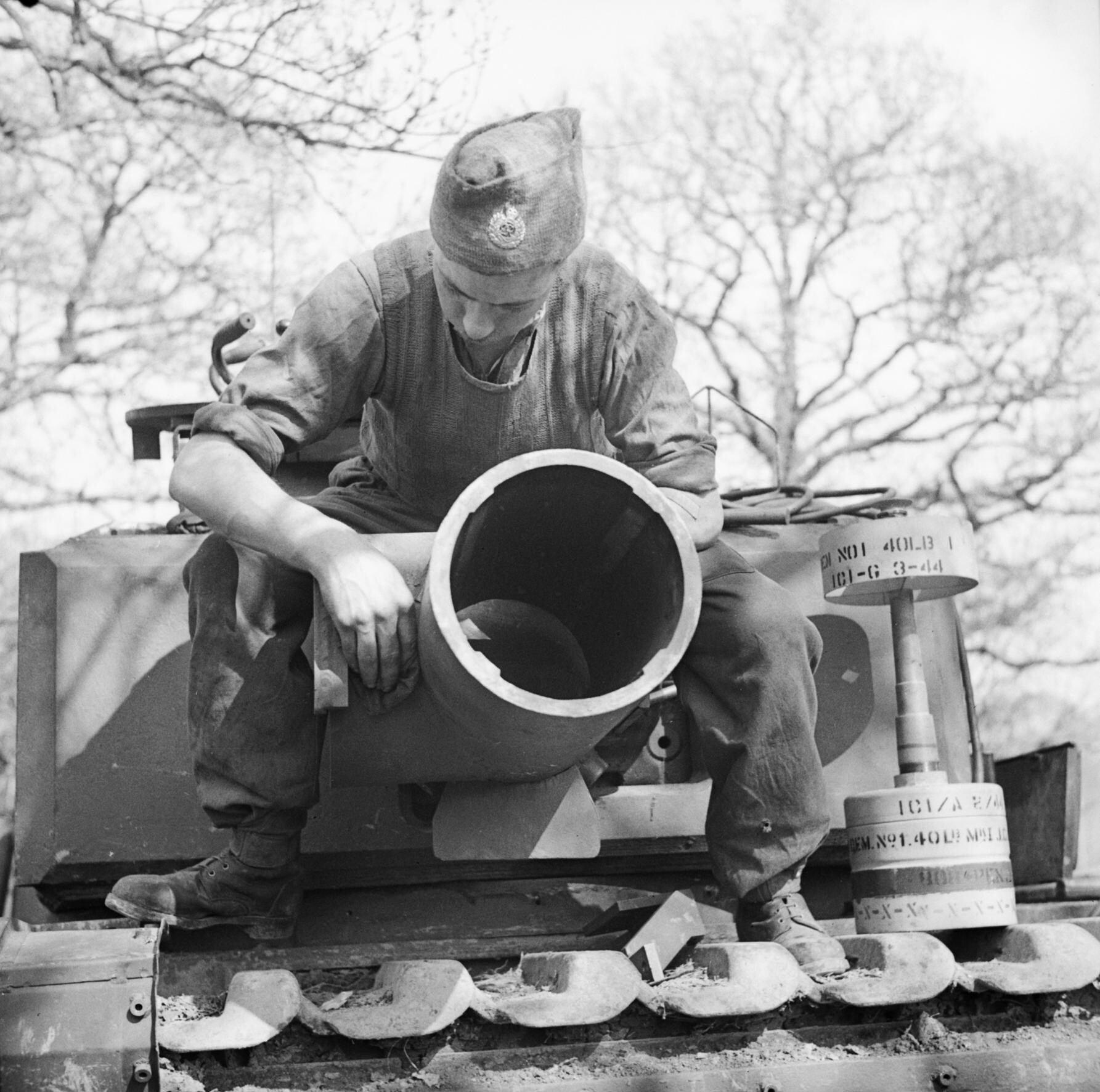
Mortaio a petardo da 290 mm di un AVRE e la sua munizione.

La torretta, inizialmente non richiesta, venne mantenuta per ospitare un mortaio spigot per il lancio di un petardo da demolizione da 290 mm, denominato "Bomb, Demolition Number I" (conosciuto anche con il nomigliolo di "flying dustbin", pattumiera volante). Lo sviluppo di questa arma era iniziato nel settembre 1942 e venne sperimentato su una torretta Churchill inizialmente su scafo Mk V Covenanter, cui venne preferito quello del Churchill, la cui abbondanza di spazio interno consentiva il trasporto di un certo numero di petardi oltre alle cariche da demolizione. Il mortaio veniva ricaricato attraverso una copertura scorrevole che sostituiva uno dei portelli dei conducenti nella parte superiore anteriore dello scafo.
Il nuovo mezzo venne denominato Assault Vehicle Royal Engineers.  Le prove si protrassero per tutto il 1943.
La produzione di serie iniziò nel 1944, basata su una flotta mista di scafi Churchill Mk III e IV. Questi mezzi vennero assegnati ai tre reggimenti della 1st Assault Brigade Royal Engineers, parte della 79th Armoured Division. Il veicolo costituì la base per una serie di modifiche e aggiunte nell'ambito del progetto Hobart's Funnies.

## Nomenclatura
I veicoli AVRE hanno ricevuto diverse denominazioni nell'arco della loro vita operativa.
La segretezza che copriva il significato dei nomi in codice assegnati agli Hobart's Funnies prima del D-Day portò molti a riferirsi al mezzo semplicemente come "engineer tank", carro del genio, non conoscendo la sigla AVRE o il suo significato. Questo portò a confonderli con altri tipi di veicoli speciali, quali per esempio i veicoli da recupero. Nell'ottobre 1943, venne quindi diffuso un manuale addestrativo dell'esercito che rimuoveva ogni ambiguità e definiva Assault Vehicle Royal Engineers per tutti gli utilizzatori.
La maggioranza dei documenti continuò a utilizzare l'abbreviazione "AVRE" (o "A.Vs.R.E." al plurale). Lo stesso manuale di istruzioni del Churchill AVRE non spiegava il significato della sigla, aumentando la confusione sui nomi.
Alla fine della guerra, il report finale della 79th Armoured Division, i registri del Dipartimento di Progettazione dei carri e la storia ufficiale della 1st Assault Brigade Royal Engineers utilizzavano tutti la denominazione "Assault Vehicle". Tuttavia, la storia ufficiale della 79th Armoured Division, frettolosamente stampata, riporta "Armoured Vehicle Royal Engineers", e poiché quest'ultima è stato fornita a tutti i membri della divisione, la terminologia "Armoured Vehicle" prese piede.
I veicoli continuarono ad essere indicati principalmente nella forma abbreviata "AVRE". Quando raramente definiti, sia il Churchill VII AVRE che il Centurion AVRE divennero noti sia con i termini "Assault" che "Armored" in modo intercambiabile, con quest'ultimo termine che divenne sempre più comune. La nomenclatura si stabilì ufficialmente solo con l'introduzione del veicolo Chieftain Armoured Vehicle Royal Engineers. Da allora, "Armoured Vehicle Royal Engineers" diventò la denominazione accettata, applicata retroattivamente ai veicoli precedenti nella maggior parte dei riferimenti.
Più recentemente, la designazione "AVRE" sembra essere stata eliminata per il Trojan.

## Modelli

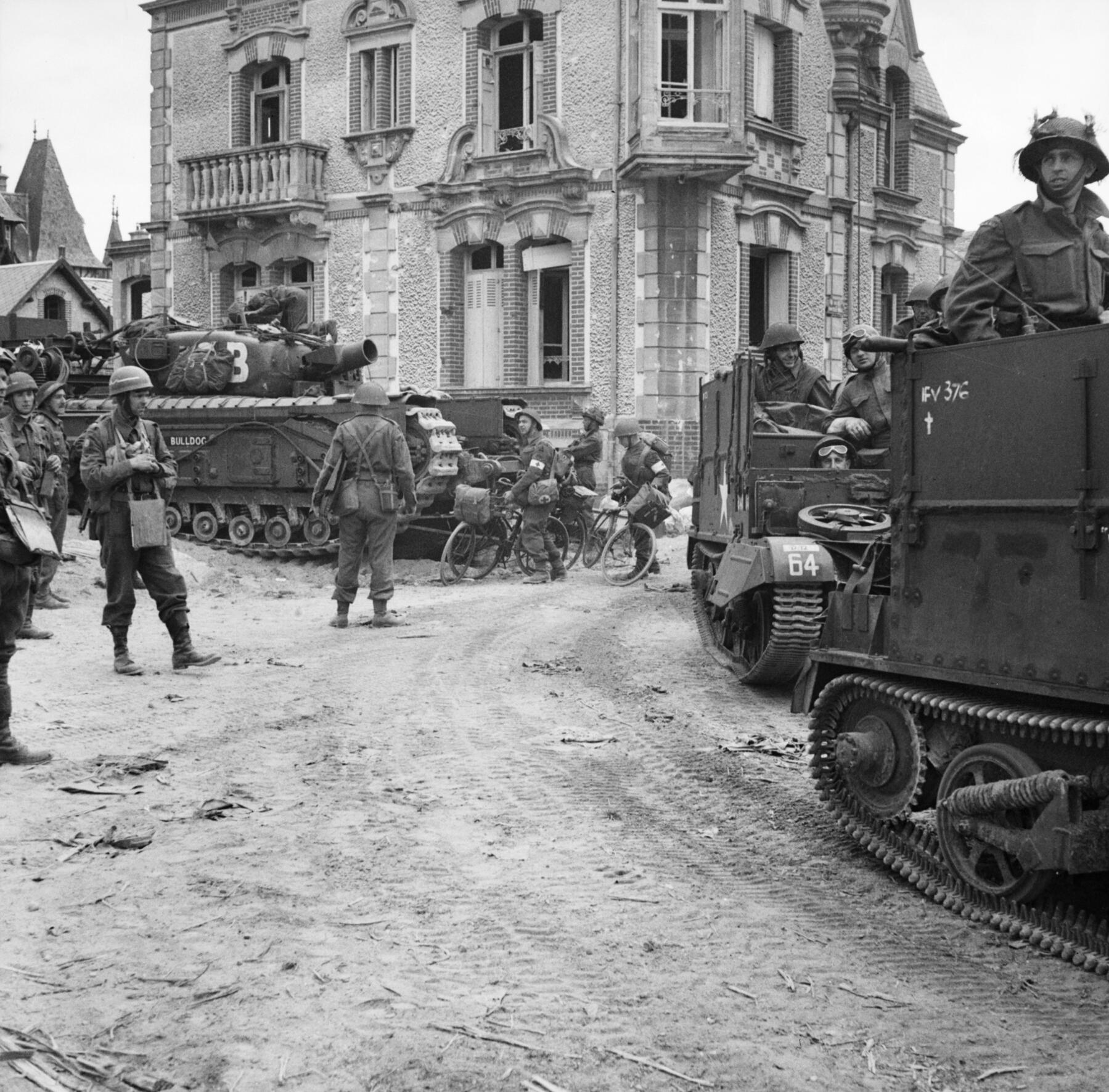
Churchill IV AVRE in Francia, 1944.

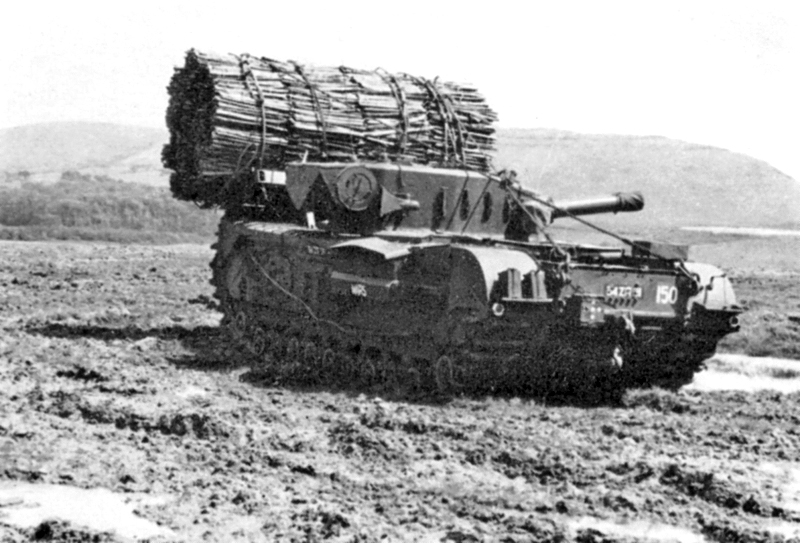
Churchill VII AVRE con fascine.

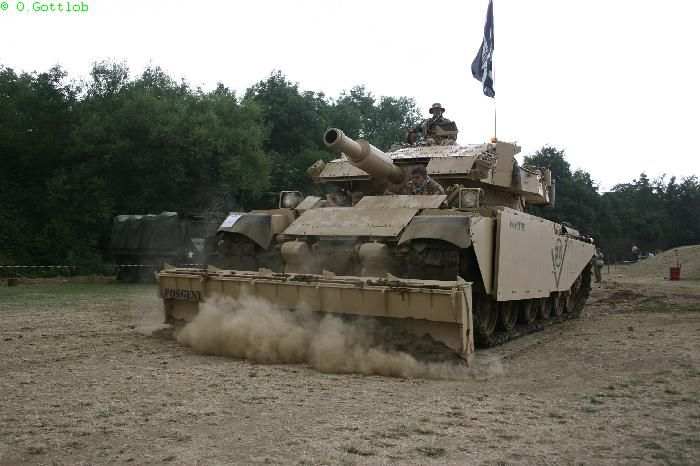
Centurion AVRE.

### Churchill III e IV AVRE
Il Churchill AVRE era un Churchill III o IV armato con un mortaio spigot a  petardo da 290 mm, designato ufficialmente Mortar, Recoiling, Spigot, 290mm, Mk I or II. Il mortaio rimpiazzava il cannone Ordnance QF 6 lb in torretta saldata sul Mk III e fusa su Mk IV; per il resto i veicoli erano identici. L'affusto del cannone da 6 libbre venne modificato, mentre venne mantenuto il sistema di puntamento, sebbene la gittata utile del mortaio spigot era di soli 70 metri e quella massima di 210 metri.
L'equipaggio era aumentato a sei membri, per accogliere un sottufficiale demolitore oltre a conduttore, capocarro, cannoniere, operatore radio e secondo pilota/mitragliere.
La stiva interna per i proietti e il sedile per il secondo pilota/mitragliere vennero rimossi per dare spazio al compartimento delle cariche da demolizione "General Wade" da 26 libbre e "Beehive" da 75 libbre. Entrambe dovevano essere innescate manualmente, ma potevano essere fatte detonare in sicurezza dall'interno del mezzo. Nello spazio rimanente nello scafo, vennero creati dei compartimenti negli sponson, davanti e dietro i portelli laterali, per stivare le munizioni del mortaio spigot.

### Churchill VII AVRE
Nel dopoguerra, vennero realizzati nuovi Churchill AVRE utilizzando lo scafo Churchill VII, riequipaggiato con cannone corto da demolizione da 165 mm L9A1. Questo utilizzava una munizione HESH da 64 libbre (29 kg).

### Centurion Mk 5 AVRE "AVRE 165"
FV4003 Centurion Mk 5 AVRE - armato con cannone corto da demolizione da 165 mm L9A1, entrò in servizio nel 1963, rimpiazzando il Churchill AVRE.. Il mezzo venne poi ridenominato AVRE 165, in riferimento al suo armamento principale.
Lo scafo venne dotato di una lama apripista frontale, i cui attacchi erano disponibili anche sui carri standard come FV4019 Centurion Mk 5 Bulldozer. Il mezzo spesso trainava un sistema di sminamento Giant Viper o altri rimorchi per il trasporto di attrezzature. Altri materiali trovavano posto in grandi contenitori esterni alla torretta.
I Centurion AVRE sono rimasti in servizio, con corazzatura aggiuntiva, fino all'operazione Desert Storm nel 1991.

### Centurion Mk 12 AVRE "AVRE 105"
FV4203 Centurion Mk 12 AVRE - veicolo "Artillery Observation Post" (posto di osservazione per artiglieria) modificato, armato con cannone standard da 105 mm Royal Ordnance L7 e provvisto di aratri da sminamento in lugo della lama apripista del Mk 5.

### Chieftain AEV e FV4203 Chieftain AVRE
Il Centurion AVRE doveva essere sostituito da due nuovi veicoli che dividevano i ruoli degli AVRE: Chieftain Armoured Engineering Vehicle (Gun) e Chieftain Armoured Engineering Vehicle (Winch). Dovevano essere veicoli multiruolo, capaci di altre funzioni oltre a quelle AVRE. 
- Chieftain AEV (Gun): dotato di cannone da demolizione. Il progetto venne presto cancellato per riduzione dei fondi.
- Chieftain AEV (Winch): l'unico progetto ad essere portato avanti, evolutosi nel Chieftain ARV e in due prototipi privi di cannone FV4203 Chieftain AVRE realizzati nei primi anni settanta[6].

Il FV4203 AVRE era pressoché identico al Chieftain ARV, anch'esso basato sulla versione AEV (Winch), dotato di lama apripista/benna e ponte lanciabile. Il progetto venne cancellato, preferendo utilizzare per le normali operazioni del genio il blindato leggero FV180 Combat Engineer Tractor e lasciando il Centurion AVRE nel servizio in prima linea.
I prototipi FV4203 AVRE in seguito furono convertiti in Armoured Repair and Recovery Vehicle (ARRV).

### Chieftain "CHAVRE" AVRE

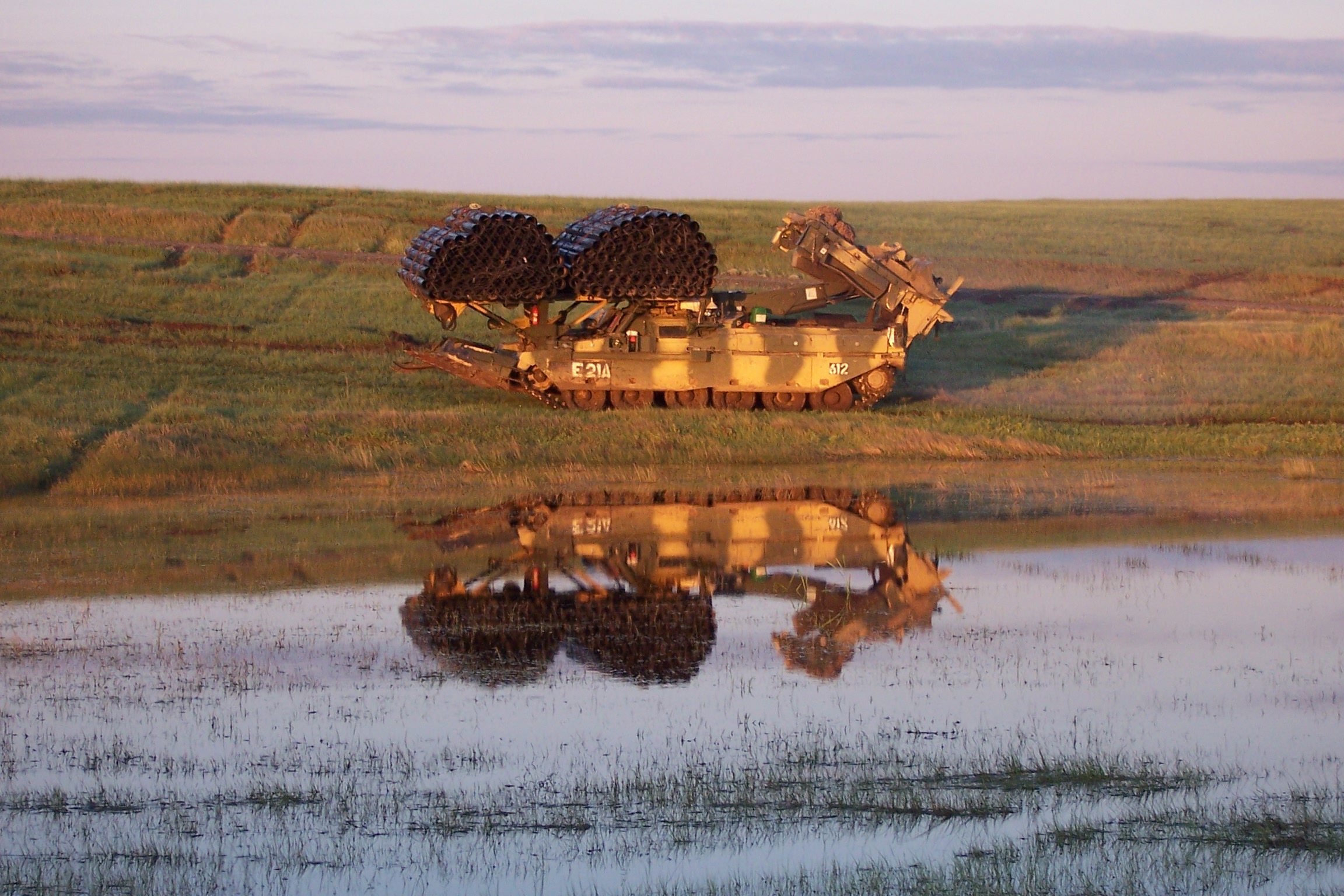
Chieftain "CHAVRE" AVRE

Con l'introduzione in servizio del Challenger 1, the Centurion AVRE faticava a mantenere il passo con i requisiti dei militari. Dei Chieftain di surplus vennero alleggeriti tramite rimozione della torretta, aumentandone così la mobilità quando caricati delle attrezzature del genio. La rimozione della torretta consentiva inoltre il trasporto sopra lo scafo di 6 bobine classe 60 tonnellate o tre fascine.
Il Willich Chieftain AVRE entrò  in servizio nel 1987. Progettato dal capitano D. Clegg, venne realizzato in 12 esemplari dal 32 Armoured Engineer Regiment e dalla 21 Engineer Base Workshop dei Royal Engineers, sotto la direzione del tenente colonnello J.F. Johnson, basato nella città tedesca di Willich, da cui il nome. Alcuni di questi mezzi vennero utilizzati durante la prima guerra del Golfo.
Nel 1989 venne lanciato un programma per convertire altri 48 mezzi da parte della Vickers Defence Systems, con consegna del primo prototipo nel 1991 ed entrata in servizio del Chieftain "CHAVRE" AVRE nel 1994  The "CHAVRE" nomenclature mirrored that of the Chieftain ARRV "CHARRV" as distinguished from the Challenger ARRV "CRARRV".. Ogni CHAVRE era dotato di un verricello da 10 tonnellate e di una gru Atlas, oltre che di una rotaia superiore per fascine o altri materiali. Anteriormente era dotato di lama apripista o aratro sminatore. Il mezzo era privo di armamento principale e venne inizialmente affiancato al Centurion AVRE.

### Trojan

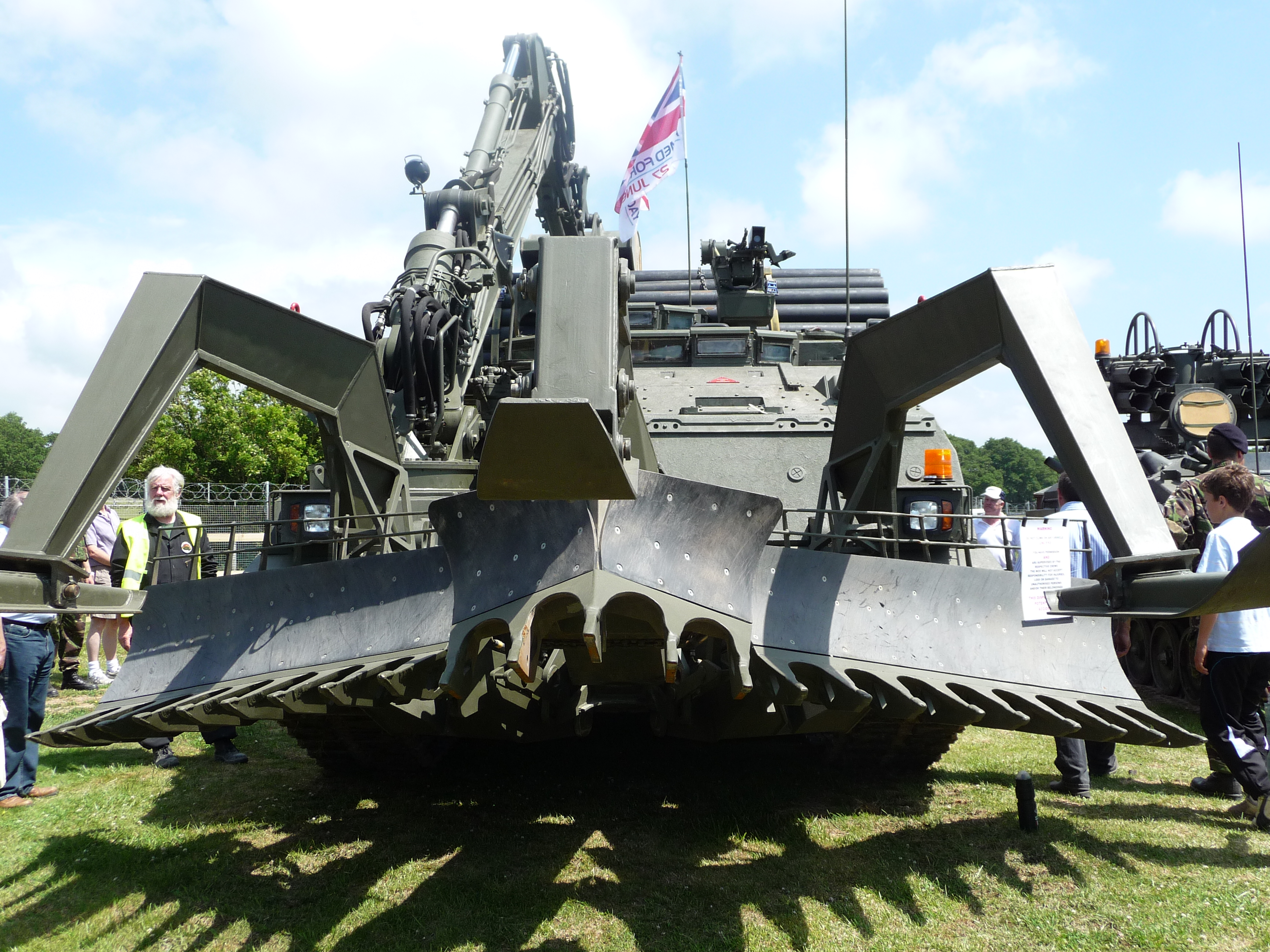
Un Trojan.

Le funzioni dell'AVRE sono state ereditate in parte dal Trojan Armoured Vehicle Royal Engineers, basato sullo scafo del Challenger 2. Il mezzo è dotato di braccio escavatore, lama apripista e rotaie per fascine. È stato ordinato in 33 esemplari alla BAE Systems Land Systems.

## Impiego operativo
I Churchill III e IV AVRE furono usati con successo per sfondare le difese durante lo sbarco in Normandia, partecipando per il resto della guerra all'avanzata alleata verso la Germania Nazista.
La capacità del mortaio a petardo di demolire ostacoli e fortificazioni si dimostrò preziosa per l'avanzata alleata, anche grazie Oall'impatto psicologico del grosso calibro, che spingeva spesso i nemici ad abbandonare le loro posizioni. I veicoli AVRE erano spesso utilizzati in combinazione con i carri lanciafiamme Churchill Crocodile per ripulire i bunker nemici: gli AVRE sfondavano le difese, consentendo ai lanciafiamme di investire i bunker.
Centurion AVRE e Chieftain CHAVRE vennero utilizzati con successo nell'Operazione Granby nei primi anni novanta.
L'uso esteso del Centurion AVRE ha reso il carro Centurion, sviluppato nella seconda metà della seconda guerra mondiale, il più longevo veicolo militare del British Army.

## Attrezzature e accessori

### Demolizione

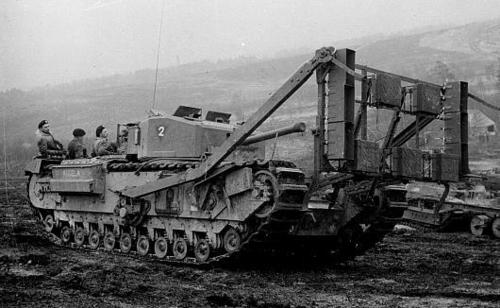
Il carro Churchill AVRE "Double Onion" poteva posizionare cariche da demolizione ad un'altezza di oltre 3,5 metri.

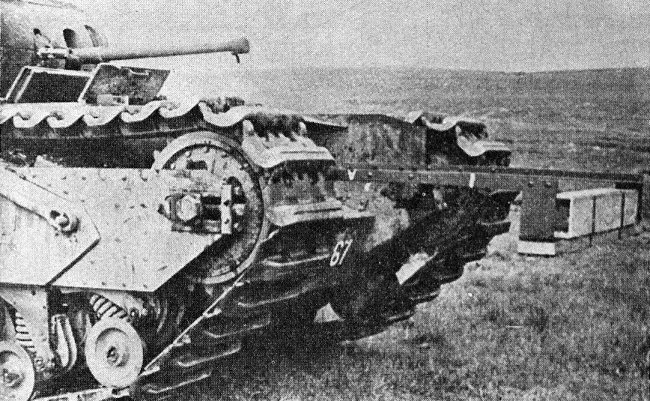
Carro Churchill AVRE "Light Carrot", utilizzato, come il "Double Onion", per la demolizione di muri.

Il Carrot trasportava cariche esplosive su punte metalliche estese dalla parte anteriore del mezzo. Queste venivano spinte contro un ostacolo, rilasciate e innescate in condizioni di sicurezza dall'interno del mezzo.
L'Onion basato sullo stesso concetto del Carrot, munito di una piattaforma di esplosivi più grande e potente.
Il Goat munito di una piattaforma di esplosivi simile a Onion e Carrot, ma trasportata orizzontalmente in modo da ospitare un carico di esplosivi maggiore. Questo veniva rilasciato da spuntoni frontali, che facevano ruotare la piattaforma in posizione verticale prima di staccarsi dal veicolo.

### Sminamento

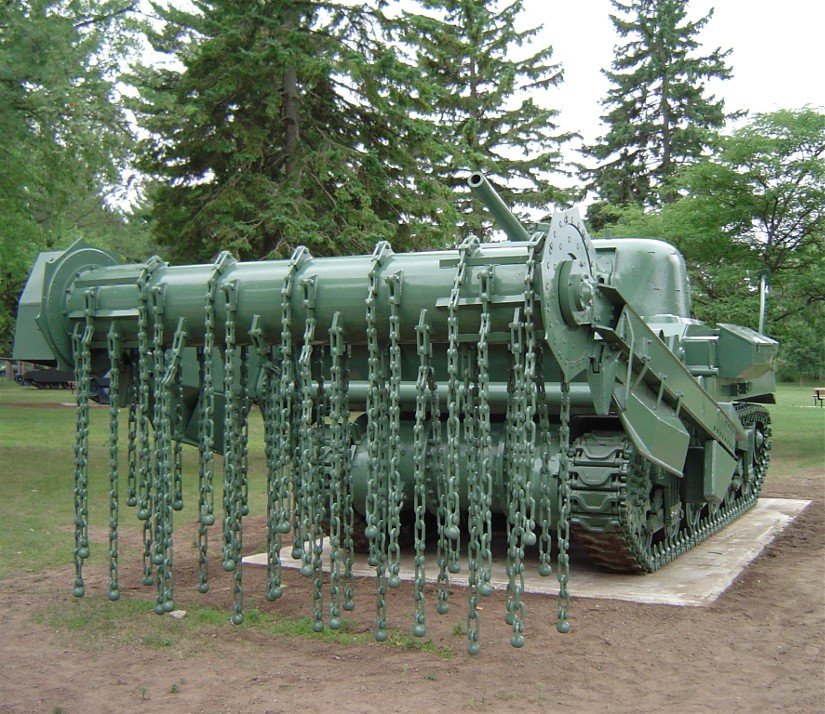
Un Sherman Crab, un M4 Sherman dotato di flagelli.

Durante la seconda guerra mondiale, gli Sherman Crab erano i principali e più efficaci veicoli sminatori della 79th Armoured Division, integrati dalla gamma di sistemi di sminamento degli AVRE.
Sulle fiancate degli AVRE poteva essere installato un sistema di segnalazione del sentiero sminato, il Lane marker attachment, che, come sullo Sherman Crab, dispiegava sia nastri che luci.
Lo Snake era una carica lineare per lo sminamento, costituita da sezioni di tubo da 3 pollici di diametro, riempito di esplosivo, da stendere e far detonare attraverso un campo minato. Il concetto è simile a quello del tubo bangalore, ma di dimensioni maggiori: i tubi Snakes erano lunghi quanto i mezzi AVRE, sui cui parafanghi modificati erano trasportati. Una volta assemblati gli elementi in un unico lungo tubo rigido, l'ordigno veniva trainato dall'AVRE in posizione e poi spinto attraverso il campo minato. Un puntale sagomato impediva che il tubo si interrasse quando veniva spinto. La detonazione dell'ordigno distruggeva le mine vicine a tutta la lunghezza del tubo, creando un largo passaggio sicuro.
Il Conger era un sistema similare. L'esplosivo era contenuto in una manichetta flessibile, che veniva stesa da un razzo, lanciato da una Universal Carrier priva di motore, trainata da un AVRE. Il tubo flessibile era riempito dell'esplosivo 822C, a base di nitroglicerina. Il dispositivo venne utilizzato durante l'invasione della Francia, ma venne dismesso dopo il disastro della città olandese di IJzendijke, nel quale oltre una tonnellata di 822C esplose mentre veniva scaricato da due autocarri: l'esplosione causò diversi morti e distrusse i 4 AVRE più vicini, mentre gli autocarri "sparirono" letteralmente.
Il Giant Viper è una rivisitazione post-bellica del sistema Conger, che utilizzava un nuovo rimorchio e manichette pre-riempite di un esplosivo più sicuro. Venne utilizzato su Centurion e Chieftain AVRE (e altri veicoli) anche nel conflitto in Iraq. Il sistema è stato rimpiazzato dal Python Minefield Breaching System.
Gli aratri sminatori venivano utilizzati per evitare la formazione di crateri, che avrebbero impedito il transito dei veicoli al seguito di quello sminatore. Vennero utilizzati diversi tipi, che spingevano le mine ai lati del veicolo, dove potevano essere disinnescate dai genieri appiedati.
In alternativa, dei rulli come i CIRD (Canadian Indestructible Roller Device), facevano detonare le mine davanti al veicolo, applicando una pressione sul terreno simile a quella del mezzo stesso. Questi rulli ruotavano su dei bracci articolati al momento dell'esplosione, ricadendo poi in posizione.

### Tappeti

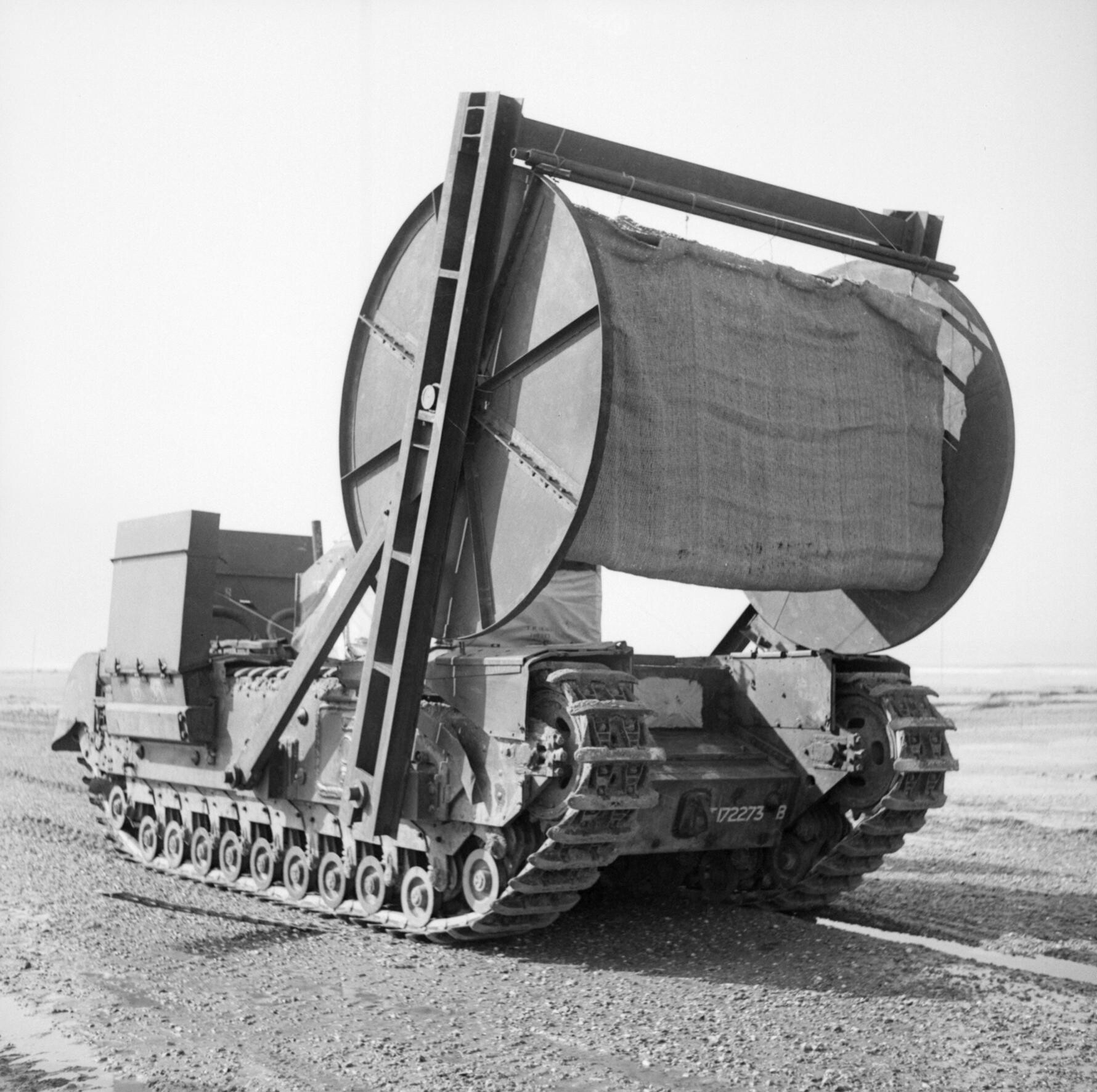
Churchill AVRE munito di sistema Bobbin.

I sistemi Roly-Poly e Bobbin erano entrambi costituiti da un rullo frontale che stendeva una superficie sulla quale l'AVRE stesso poi avanzava (detto "tappeto"). Questa superficie stesa su terreni morbidi consentiva ai carri di non insabbiarsi. Il sistema Roly-Poly utilizzava un rotolo di lamiera d'acciaio, mentre il Bobbin stendeva un rotolo di tela rinforzata. Entrambi i sistemi furono impiegati nel D-Day.
Il Log Carpet utilizzava in alternativa "nastri" di tronchi incatenati. Questi erano trasportati ripiegati su supporti rialzati sopra lo scafo degli AVRE, con una carica esplosiva che ne iniziava il rilascio: i primi tronchi iniziavano a cadere davanti al mezzo, trascinando per gravità i tronchi successivi. I tronchi erano robusti, ognuno lungo 4,2 metri, collegati da funi da 2 pollici. Caricarli sui supporti costituiva una sfida, che richiedeva di far scendere il mezzo in una buca in modo che i sostegni si trovassero a livello del suolo. Il sistema poteva essere installato anche sui veicoli anfibi LTV4 Water Buffalo e si rivelò particolarmente efficace su terreni impregnati d'acqua.
Negli anni sessanta vennero sviluppati i sistemi Class 30 Trackways e Class 60 Trackways, simili al Roly-Poly, ampiamente utilizzati nelle esercitazioni in Germania durante la Guerra Fredda.

### Ponti lanciabili e superamento di ostacoli

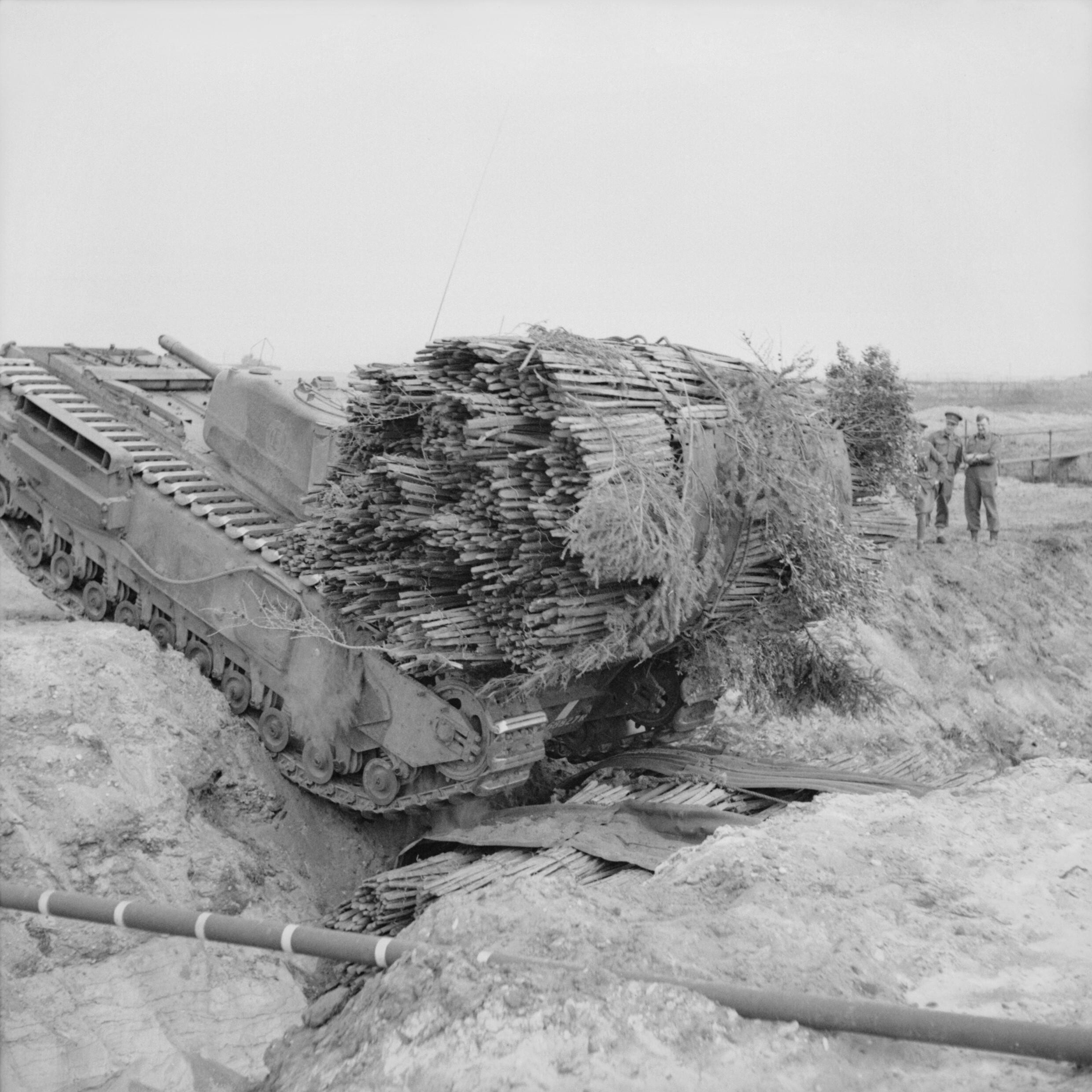
Un AVRE, che trasporta fascine, attraversa un fossato sopra altre fascine.

Durante la seconda guerra mondiale, gli AVRE erano dotati di una piattaforma anteriore che poteva trasportare una fascina, con la torre ruotata di traverso a 90°. Questa poteva essere rilasciata dall'interno del mezzo per cadere in trincee e fossati, in modo da consentirne l'attraversamento da parte dei carri e dell'AVRE stesso.
Gli AVRE vennero anche modificati con supporti per trasportare e lanciare un ponte Small Box Girder Bridge dalla piastra anteriore del carro. Il ponte poteva essere lanciato su spazi vuoti come un tradizionale ponte del genio o utilizzato come rampa per superare un muro.
Lo Skid Bailey era una sezione di ponte Bailey di 18 metri che veniva spinta da un AVRE, con una sezione di testa leggermente sollevata grazie all'argano. Il Brown Bailey era una sezione di 42 metri trasportata tra due AVRE, con il posteriore lanciava il ponte facendolo scorrere su rulli sul mezzo anteriore.
I veicoli gettaponte hanno rimpiazzato gli AVRE in epoca recente, anche se fascine possono essere trasportate per il superamento di piccoli ostacoli.

### Rimorchi
Per gli AVRE venne adottata una slitta corazzata (Armoured Sleed) con sponde ribaltabili, utilizzabile per il trasporto di attrezzature addizionali. Per lo stesso compito venne adottato anche il Gutted Carrier (trasporto "sventrato"), ovvero Universal Carrier private di motore e strumentazione, trainato utilizzando lo stesso aggancio del Conger.
Nel dopoguerra venne adottato un rimorchio specifico per AVRE, designato Trailer, Cargo, 7 1/2 ton, 4 wheeled, Centurion A.V.R.E.